# Łopatynci (rejon żmeryński)
Łopatynci (ukr. Лопатинці) – wieś na Ukrainie, w obwodzie winnickim, w rejonie żmeryńskim, w hromadzie Żmerynka. W 2001 liczyła 446 mieszkańców, spośród których 443 wskazało jako ojczysty język ukraiński, a 3 rosyjski.
W pobliżu znajduje się przystanek kolejowy Łopatynyci, położony na linii Odessa – Lwów.